# Stephen Hague
Stephen Hague (Portland, 1960) è un produttore discografico statunitense.
Attivo perlopiù nel genere synthpop, è famoso per aver prodotto molti artisti britannici durante gli anni ottanta.

## Biografia

### I primi anni
Inizialmente, da ragazzo, fa parte della band Jules and the Polar Bears come tastierista; intraprende la carriera di produttore sin dal 1980 producendo due album per i Gleaming Spires, gruppo composto da ex membri degli Sparks (il primo di questi due album viene registrato in casa sua).

### Il successo nel Regno Unito
La sua prima produzione britannica vide la luce nel singolo Madam Butterfly (Un Bel Di Vedremo) di Malcolm McLaren. Il primo album prodotto interamente da Hague fu Crush degli Orchestral Manoeuvres in the Dark. Successivamente Hague lavorò con Public Image Ltd., Pet Shop Boys, New Order, Melanie C, Peter Gabriel, Dubstar, Erasure e Robbie Robertson, producendo le loro rispettive hits West End Girls, True Faith, Star e A Little Respect. Hague fu anche il produttore del brano Kiss Them for Me, il maggior successo dei Siouxsie and the Banshees.

## Lista parziale delle produzioni di Hague
- 1980 Bob Beland; Stealing Cars b/w "I Can Walk Away" 7" single
- 1980 Roger Swallow; "CUT" LP
- 1981 Slow Children  – Slow Children
- 1981 Gleaming Spires "Are You Ready For The Sex Girls" Rodney On The Roq 2 compilation
- 1981 Gleaming Spires "Songs of The Spires" LP
- 1982 Bob Beland; "Bob Beland" E.P.
- 1983 Gleaming Spires "Walk On Well Lighted Streets" LP
- 1983 Rock Steady Crew "Hey you, the rock steady crew", (album scritto e prodotto)
- 1984 Malcolm McLaren – "Madam Butterfly (Un Bel Di Vedremo)"
- 1984 Andy Pratt – "Fun in the First World"
- 1985 Orchestral Manoeuvres in the Dark – Crush
- 1985 Andy Pratt – "Not Just for Dancing" (now "Age of Goodbye")
- 1985 Pet Shop Boys – West End Girls
- 1986 Pet Shop Boys – Please
- 1986 Orchestral Manoeuvres in the Dark – The Pacific Age
- 1986 Pete Shelley – "Heaven & the Sea"
- 1987 New Order – "True Faith" / "1963"
- 1987 Pet Shop Boys – What Have I Done to Deserve This?, It's a Sin e l'album Actually
- 1987 The Communards – Red
- 1987 Various Artists – Some Kind of Wonderful
- 1988 Climie Fisher – Everything
- 1988 Erasure – The Innocents
- 1988 Jane Wiedlin – Fur
- 1989 Pere Ubu – Cloudland
- 1989 Holly Johnson - "Love Train" & "Heaven's Here" from Blast
- 1989 New Order – "Round & Round" (7" & 12" single versions)
- 1989 Public Image Ltd. – 9
- 1990 Jimmy Somerville – Read My Lips
- 1990 Marc Almond – A Lover Spurned (mix incluso nell'album Enchanted)
- 1990 New Order – "World in Motion"
- 1991 Banderas - "This Is Your Life"
- 1991 Siouxsie and the Banshees – Superstition
- 1991 Chapterhouse – "Falling Down"
- 1991 Electronic - Feel Every Beat (produzione e remix)
- 1991 Pet Shop Boys - DJ Culture (produzione e mix)
- 1992 Electronic - Disappointed (singolo) (produzione addizionale e mix)
- 1993 One Dove – "Morning Dove White"
- 1993 New Order – Republic
- 1993 The Other Two – The Other Two & You
- 1993 Morten Harket - "Can't Take My Eyes Off You"
- 1993 Pet Shop Boys - Very (produzione)
- 1994 Blur - "To The End"
- 1995 Dubstar – Disgraceful (co-prodotto with Graeme Robinson)
- 1995 Jimmy Somerville – "Heartbeat"
- 1995 Gregory Gray 'euroflake in silverlake"
- 1995 Frances Ruffelle - "God Watch Over You" (single)
- 1996 Robbie Williams - "Freedom! '96" (singolo)
- 1997 Dubstar – Goodbye
- 1997 James - Whiplash (co-produced with Brian Eno)
- 1997 ManBREAK – "Come and See"
- 1998 Ace of Base - Cruel Summer (coproduzione)
- 1998 The_Pretenders - Viva el Amor
- 1999 Technique - Pop Philosophy
- 2000 Tom Jones - Reloaded
- 2001 Afro Celt Sound System – Volume 3: Further in Time
- 2001 Pet Shop Boys - Closer to Heaven (musical co-prodotto coi Pet Shop Boys)
- 2002 a-ha – Lifelines
- 2004 Peter Gabriel- UP (co-prodotto con Peter Gabriel)
- 2005 The Modern - Life In A Modern World (Album) - unreleased (See Matinée Club below)
- 2005 David Mead – Wherever You Are (EP)
- 2007 Client – Heartland
- 2007 The Cinematics – "A Strange Education"
- 2007 Melanie C – I Want Candy
- 2007 Melanie C – Understand (remix)
- 2008 Big Blue Ball (co-prodotto con Peter Gabriel)
- 2008 Fryars- (singles)
- 2009 Robbie Williams
- 2010 Akira the Don - The Life Equation
- 2010 Andy Bell degli Erasure- Non-Stop